# Barrio de Casas Viejas
Barrio de Casas Viejas är en ort i Mexiko.   Den ligger i kommunen Tolimán och delstaten Querétaro Arteaga, i den centrala delen av landet, 180 km nordväst om huvudstaden Mexico City. Barrio de Casas Viejas ligger 1 569 meter över havet och antalet invånare är 969.
Terrängen runt Barrio de Casas Viejas är huvudsakligen kuperad, men den allra närmaste omgivningen är platt. Barrio de Casas Viejas ligger nere i en dal. Runt Barrio de Casas Viejas är det ganska glesbefolkat, med 28 invånare per kvadratkilometer. Närmaste större samhälle är San Pablo Tolimán, 6,5 km söder om Barrio de Casas Viejas. Trakten runt Barrio de Casas Viejas består i huvudsak av gräsmarker.